# Xã Carroll, Quận Vermilion, Illinois
Xã Carroll (tiếng Anh: Carroll Township) là một xã thuộc quận Vermilion, tiểu bang Illinois, Hoa Kỳ. Năm 2010, dân số của xã này là 612 người.